# Distribuzione della ricchezza per paese

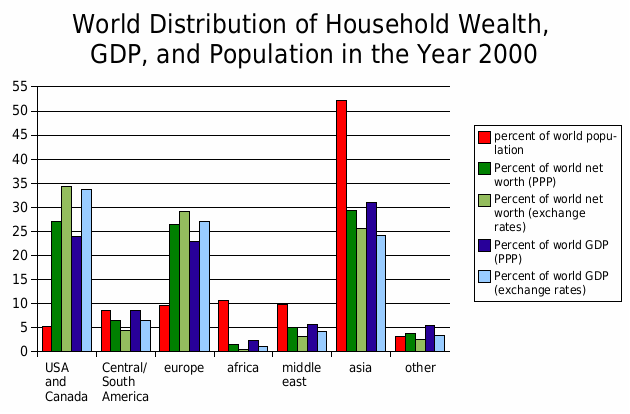
Distribuzione mondiale di ricchezza, PIL e popolazione per regione nel 2000

La distribuzione mondiale della ricchezza è un insieme di dati statistici che descrivono come la ricchezza è distribuita in tutto il mondo. Il metodo per classificare i dati è organizzarli in base al continente in cui risiedono le persone detentrici di ricchezza.

## Organizzazione dei dati
A volte i dati sono organizzati in base alla ricchezza delle famiglie. Questo modo risulta utile in quanto a volte i possessori di ricchezza si prendono cura di altre persone che non hanno ricchezza, come bambini o altri membri della famiglia.

## Distribuzione mondiale della ricchezza
I dati per le seguenti tabelle sono ottenuti da The UN-WIDER World Distribution of Household Wealth Report .

### Nord America
| nazione               | percentuale della popolazione mondiale | percentuale di popolazione adulta | Patrimonio netto pro capite (PPP) | Patrimonio netto pro capite (tassi di cambio) | Percentuale del patrimonio netto mondiale (PPP) | Percentuale del patrimonio netto mondiale (tassi di cambio) | PIL reale pro capite (PPP) | PIL reale pro capite (tassi di cambio) | Percentuale del PIL mondiale (PPP) | Percentuale del PIL mondiale (tassi di cambio) |
| --------------------- | -------------------------------------- | --------------------------------- | --------------------------------- | --------------------------------------------- | ----------------------------------------------- | ----------------------------------------------------------- | -------------------------- | -------------------------------------- | ---------------------------------- | ---------------------------------------------- |
| Stati Uniti d'America | 4.67                                   | 71.39                             | 143.727                           | 143.727                                       | 25,4                                            | 32.65                                                       | 35.619                     | 35.619                                 | 21.97                              | 31.49                                          |
| Canada                | 0.5                                    | 74.18                             | 89.252                            | 70.916                                        | 1.7                                             | 1.74                                                        | 28.731                     | 22.828                                 | 1.91                               | 2.18                                           |
|                       |                                        |                                   |                                   |                                               |                                                 |                                                             |                            |                                        |                                    |                                                |
| totale                | 5.17                                   |                                   |                                   |                                               | 27.1                                            | 34.39                                                       |                            |                                        | 23.88                              | 33.67                                          |

### America centrale e meridionale
| nazione                 | percentuale della popolazione mondiale | percentuale di popolazione adulta | Patrimonio netto Pro capite (PPP) | Patrimonio netto pro capite (tassi di cambio) | Percentuale del patrimonio netto mondiale (PPP) | Percentuale del patrimonio netto mondiale (tassi di cambio) | PIL reale pro capite (PPP) | PIL reale pro capite (tassi di cambio) | Percentuale del PIL mondiale (PPP) | Percentuale del PIL mondiale (tassi di cambio) |
| ----------------------- | -------------------------------------- | --------------------------------- | --------------------------------- | --------------------------------------------- | ----------------------------------------------- | ----------------------------------------------------------- | -------------------------- | -------------------------------------- | ---------------------------------- | ---------------------------------------------- |
| Argentina               | 0.61                                   | 63.17                             | 38,481                            | 25,410                                        | 0.88                                            | 0.75                                                        | 11,729                     | 7,745                                  | 0.94                               | 0.89                                           |
| Bahamas                 | 0.00                                   | 60.87                             | 76,364                            | 53,813                                        | 0.01                                            | 0.01                                                        | 16,793                     | 14,217                                 | 0.01                               | 0.01                                           |
| Barbados                | 0.00                                   | 71.27                             | 103,787                           | 58,121                                        | 0.02                                            | 0.01                                                        | 17,526                     | 9,815                                  | 0.01                               | 0.01                                           |
| Belize                  | 0.00                                   | 49.27                             | 12,318                            | 5,851                                         | 0.00                                            | 0.00                                                        | 7,170                      | 3,406                                  | 0.00                               | 0.00                                           |
| Bermuda                 | 0.00                                   | 71.66                             | 138,417                           | 136,630                                       | 0.01                                            | 0.01                                                        | na                         | 42,533                                 | na                                 | 0.01                                           |
| Bolivia                 | 0.14                                   | 50.15                             | 7,215                             | 2,450                                         | 0.04                                            | 0.02                                                        | 2,934                      | 996                                    | 0.05                               | 0.03                                           |
| Brasile                 | 2.86                                   | 59.94                             | 21,092                            | 9,566                                         | 2.28                                            | 1.33                                                        | 7,745                      | 3,512                                  | 2.92                               | 1.9                                            |
| Cile                    | 0.25                                   | 63.65                             | 30,760                            | 13,722                                        | 0.29                                            | 0.17                                                        | 10,389                     | 4,635                                  | 0.35                               | 0.22                                           |
| Colombia                | 0.69                                   | 57.45                             | 14,291                            | 4,730                                         | 0.37                                            | 0.16                                                        | 5,796                      | 1,918                                  | 0.53                               | 0.25                                           |
| Costa Rica              | 0.06                                   | 58.13                             | 14,973                            | 10,615                                        | 0.04                                            | 0.03                                                        | 5,873                      | 4,164                                  | 0.05                               | 0.05                                           |
| Cuba                    | 0.18                                   | 72.09                             | 12,086                            | 4,587                                         | 0.08                                            | 0.04                                                        | na                         | 2,467                                  | na                                 | 0.09                                           |
| Repubblica Dominicana   | 0.14                                   | 53.99                             | 13,729                            | 5,713                                         | 0.07                                            | 0.04                                                        | 5,654                      | 2,352                                  | 0.1                                | 0.06                                           |
| Ecuador                 | 0.2                                    | 55.01                             | 6,911                             | 1,996                                         | 0.05                                            | 0.02                                                        | 3,720                      | 1,074                                  | 0.1                                | 0.04                                           |
| El Salvador             | 0.1                                    | 53.95                             | 18,893                            | 8,632                                         | 0.07                                            | 0.04                                                        | 4,622                      | 2,112                                  | 0.06                               | 0.04                                           |
| Guadeloupe              | 0.01                                   | 67.1                              | 76,364                            | 53,813                                        | 0.02                                            | 0.02                                                        | na                         | 10,030                                 | na                                 | 0.01                                           |
| Guatemala               | 0.18                                   | 44.65                             | 12,769                            | 4,934                                         | 0.09                                            | 0.04                                                        | 4,335                      | 1,675                                  | 0.11                               | 0.06                                           |
| Haiti                   | 0.13                                   | 47.17                             | 6,221                             | 1,611                                         | 0.03                                            | 0.01                                                        | 1,798                      | 466                                    | 0.03                               | 0.01                                           |
| Honduras                | 0.11                                   | 47.09                             | 5,523                             | 2,356                                         | 0.02                                            | 0.01                                                        | 2,164                      | 923                                    | 0.03                               | 0.02                                           |
| Jamaica                 | 0.04                                   | 57.2                              | 10,416                            | 8,562                                         | 0.02                                            | 0.02                                                        | 3,464                      | 2,848                                  | 0.02                               | 0.02                                           |
| Messico                 | 1.64                                   | 56.08                             | 21,493                            | 13,070                                        | 1.34                                            | 1.05                                                        | 9,711                      | 5,905                                  | 2.11                               | 1.84                                           |
| Nicaragua               | 0.08                                   | 45.96                             | 5,138                             | 1,248                                         | 0.02                                            | 0.00                                                        | 1,947                      | 473                                    | 0.02                               | 0.01                                           |
| Panama                  | 0.05                                   | 58.67                             | 15,677                            | 8,152                                         | 0.03                                            | 0.02                                                        | 6,650                      | 3,458                                  | 0.04                               | 0.03                                           |
| Paraguay                | 0.09                                   | 49.41                             | 11,101                            | 3,163                                         | 0.04                                            | 0.01                                                        | 4,801                      | 1,368                                  | 0.06                               | 0.02                                           |
| Perù                    | 0.43                                   | 55.29                             | 12,234                            | 5,328                                         | 0.2                                             | 0.11                                                        | 4,799                      | 2,090                                  | 0.27                               | 0.17                                           |
| Porto Rico              | 0.06                                   | 68.03                             | 75,582                            | 54,362                                        | 0.18                                            | 0.17                                                        | 22,242                     | 15,998                                 | 0.19                               | 0.19                                           |
| Trinidad e Tobago       | 0.02                                   | 63.6                              | 53,429                            | 23,408                                        | 0.04                                            | 0.02                                                        | 13,721                     | 6,011                                  | 0.04                               | 0.02                                           |
| Uruguay                 | 0.05                                   | 67.6                              | 20,207                            | 11,807                                        | 0.04                                            | 0.03                                                        | 10,285                     | 6,009                                  | 0.07                               | 0.06                                           |
| Isole vergini americane | 0.00                                   | 65.59                             | 76,364                            | 53,813                                        | 0.01                                            | 0.00                                                        | na                         | na                                     | na                                 | na                                             |
| Venezuela               | 0.4                                    | 56.14                             | 14,629                            | 10,101                                        | 0.22                                            | 0.2                                                         | 7,232                      | 4,994                                  | 0.38                               | 0.38                                           |
|                         |                                        |                                   |                                   |                                               |                                                 |                                                             |                            |                                        |                                    |                                                |
| totali:                 | 8.52                                   |                                   |                                   |                                               | 6.51                                            | 4.34                                                        |                            |                                        | 8.49                               | 6.44                                           |

### Europa
| Nazione                  | percentuale della popolazione mondiale | percentuale di popolazione adulta | Patrimonio netto pro capite (PPP) | Patrimonio netto pro capite (tassi di cambio) | Percentuale del patrimonio netto mondiale (PPP) | Percentuale del patrimonio netto mondiale (tassi di cambio) | PIL pro capite (PPP) | PIL pro capite (tassi di cambio) | Percentuale del PIL mondiale (PPP) | Percentuale del PIL mondiale (tassi di cambio) |
| ------------------------ | -------------------------------------- | --------------------------------- | --------------------------------- | --------------------------------------------- | ----------------------------------------------- | ----------------------------------------------------------- | -------------------- | -------------------------------- | ---------------------------------- | ---------------------------------------------- |
| Albania                  | 0.05                                   | 60.44                             | 10,504                            | 3,155                                         | 0.02                                            | 0.01                                                        | 3,658                | 1,099                            | 0.02                               | 0.01                                           |
| Austria                  | 0.13                                   | 77.46                             | 66,639                            | 62,420                                        | 0.34                                            | 0.40                                                        | 24,836               | 23,264                           | 0.44                               | 0.59                                           |
| Bielorussia              | 0.16                                   | 73.14                             | 14,591                            | 1,698                                         | 0.09                                            | 0.01                                                        | 8,738                | 1,017                            | 0.19                               | 0.03                                           |
| Belgio                   | 0.17                                   | 76.63                             | 85,818                            | 76,577                                        | 0.55                                            | 0.63                                                        | 25,008               | 22,315                           | 0.56                               | 0.72                                           |
| Bosnia ed Erzegovina     | 0.06                                   | 73.92                             | 12,131                            | 2,457                                         | 0.03                                            | 0.01                                                        | 5,252                | 1,117                            | 0.04                               | 0.01                                           |
| Bulgaria                 | 0.13                                   | 77.43                             | 15,356                            | 3,544                                         | 0.08                                            | 0.02                                                        | 6,356                | 1,467                            | 0.11                               | 0.04                                           |
| Croazia                  | 0.07                                   | 76.12                             | 22,439                            | 10,221                                        | 0.06                                            | 0.04                                                        | 9,547                | 4,349                            | 0.09                               | 0.06                                           |
| Repubblica Ceca          | 0.17                                   | 76.84                             | 32,431                            | 10,797                                        | 0.21                                            | 0.09                                                        | 14,844               | 4,942                            | 0.33                               | 0.16                                           |
| Danimarca                | 0.09                                   | 76.26                             | 66,191                            | 70,751                                        | 0.22                                            | 0.30                                                        | 28,539               | 30,505                           | 0.33                               | 0.51                                           |
| Estonia                  | 0.02                                   | 74.36                             | 26,361                            | 8,420                                         | 0.02                                            | 0.01                                                        | 10,873               | 3,473                            | 0.03                               | 0.01                                           |
| Finlandia                | 0.09                                   | 75.44                             | 38,754                            | 37,171                                        | 0.12                                            | 0.15                                                        | 24,416               | 23,419                           | 0.27                               | 0.38                                           |
| Francia                  | 0.97                                   | 74.83                             | 93,729                            | 85,794                                        | 3.46                                            | 4.07                                                        | 23,614               | 21,425                           | 3.04                               | 3.95                                           |
| Georgia                  | 0.08                                   | 70.47                             | 12,315                            | 1,371                                         | 0.04                                            | 0.01                                                        | 5,315                | 592                              | 0.05                               | 0.01                                           |
| Germania                 | 1.35                                   | 78.71                             | 89,871                            | 86,369                                        | 4.60                                            | 5.69                                                        | 23,917               | 22,758                           | 4.28                               | 5.83                                           |
| Gibilterra               | 0.00                                   | 77.2                              | 99,526                            | 90,277                                        | 0.00                                            | 0.00                                                        | na                   | na                               | na                                 | na                                             |
| Grecia                   | 0.18                                   | 78.07                             | 72,825                            | 50,240                                        | 0.50                                            | 0.44                                                        | 15,558               | 10,733                           | 0.37                               | 0.37                                           |
| Groenlandia              | 0.00                                   | 71.66                             | 138,417                           | 136,630                                       | 0.00                                            | 0.01                                                        | na                   | na                               | na                                 | na                                             |
| Ungheria                 | 0.17                                   | 76.61                             | 32,456                            | 13,562                                        | 0.21                                            | 0.11                                                        | 11,063               | 4,623                            | 0.25                               | 0.15                                           |
| Islanda                  | 0.00                                   | 69.12                             | 73,401                            | 83,031                                        | 0.01                                            | 0.02                                                        | 26,929               | 30,461                           | 0.02                               | 0.03                                           |
| Irlanda                  | 0.06                                   | 69.59                             | 89,327                            | 82,555                                        | 0.21                                            | 0.25                                                        | 27,197               | 25,135                           | 0.22                               | 0.30                                           |
| Italia                   | 0.95                                   | 80.42                             | 119,704                           | 98,317                                        | 4.30                                            | 4.54                                                        | 22,876               | 18,604                           | 2.87                               | 3.34                                           |
| Lettonia                 | 0.04                                   | 74.57                             | 19,162                            | 6,951                                         | 0.03                                            | 0.01                                                        | 8,305                | 3,013                            | 0.04                               | 0.02                                           |
| Liechtenstein            | 0.00                                   | 77.2                              | 99,526                            | 90,277                                        | 0.00                                            | 0.00                                                        | na                   | na                               | na                                 | na                                             |
| Lituania                 | 0.06                                   | 72.8                              | 22,126                            | 8,076                                         | 0.05                                            | 0.02                                                        | 8,397                | 3,065                            | 0.06                               | 0.03                                           |
| Lussemburgo              | 0.01                                   | 75.42                             | 182,567                           | 160,030                                       | 0.05                                            | 0.06                                                        | 48,968               | 42,923                           | 0.05                               | 0.06                                           |
| Macedonia                | 0.03                                   | 69.59                             | 14,606                            | 4,652                                         | 0.02                                            | 0.01                                                        | 5,506                | 1,754                            | 0.02                               | 0.01                                           |
| Malta                    | 0.01                                   | 72.46                             | 75,694                            | 40,471                                        | 0.02                                            | 0.01                                                        | 18,526               | 9,761                            | 0.02                               | 0.01                                           |
| Moldavia                 | 0.07                                   | 67.7                              | 8,498                             | 1,155                                         | 0.02                                            | 0.00                                                        | 2,212                | 301                              | 0.02                               | 0.00                                           |
| Monaco                   | 0.00                                   | 77.2                              | 99,526                            | 90,277                                        | 0.00                                            | 0.00                                                        | na                   | 22,065                           | na                                 | 0.00                                           |
| Paesi Bassi              | 0.26                                   | 75.77                             | 120,086                           | 109,418                                       | 1.19                                            | 1.39                                                        | 25,759               | 23,261                           | 0.89                               | 1.15                                           |
| Antille Olandesi         | 0.00                                   | 67.98                             | 76,364                            | 53,813                                        | 0.01                                            | 0.01                                                        | na                   | 12,862                           | na                                 | 0.01                                           |
| Norvegia                 | 0.07                                   | 74.12                             | 72,254                            | 81,188                                        | 0.20                                            | 0.29                                                        | 32,057               | 36,021                           | 0.31                               | 0.50                                           |
| Polonia                  | 0.64                                   | 72.08                             | 24,654                            | 10,438                                        | 0.59                                            | 0.32                                                        | 9,661                | 4,090                            | 0.81                               | 0.49                                           |
| Portogallo               | 0.17                                   | 77.05                             | 53,357                            | 33,421                                        | 0.34                                            | 0.27                                                        | 17,089               | 10,614                           | 0.38                               | 0.34                                           |
| Romania                  | 0.36                                   | 74.29                             | 14,827                            | 4,821                                         | 0.20                                            | 0.09                                                        | 5,024                | 1,634                            | 0.24                               | 0.11                                           |
| Saint-Pierre et Miquelon | 0.00                                   | 71.67                             | 138,417                           | 136,630                                       | 0.00                                            | 0.00                                                        | na                   | na                               | na                                 | na                                             |
| Serbia e Montenegro      | 0.17                                   | 72.3                              | 12,131                            | 2,457                                         | 0.08                                            | 0.02                                                        | na                   | 1,043                            | na                                 | 0.03                                           |
| Slovacchia               | 0.09                                   | 72.22                             | 23,968                            | 6,779                                         | 0.08                                            | 0.03                                                        | 12,619               | 3,569                            | 0.15                               | 0.06                                           |
| Slovenia                 | 0.03                                   | 77.35                             | 36,672                            | 19,713                                        | 0.04                                            | 0.03                                                        | 16,983               | 9,130                            | 0.07                               | 0.06                                           |
| Spagna                   | 0.67                                   | 79                                | 92,253                            | 68,693                                        | 2.34                                            | 2.24                                                        | 19,037               | 14,048                           | 1.68                               | 1.78                                           |
| Svezia                   | 0.15                                   | 75.87                             | 80,091                            | 83,918                                        | 0.44                                            | 0.60                                                        | 24,628               | 25,805                           | 0.47                               | 0.71                                           |
| Svizzera                 | 0.12                                   | 76.69                             | 144,186                           | 170,755                                       | 0.64                                            | 0.98                                                        | 28,209               | 33,407                           | 0.44                               | 0.74                                           |
| Regno Unito              | 0.96                                   | 74.78                             | 128,959                           | 126,832                                       | 4.71                                            | 5.95                                                        | 24,252               | 23,852                           | 3.09                               | 4.35                                           |
| Ucraina                  | 0.81                                   | 74.46                             | 9,890                             | 1,236                                         | 0.30                                            | 0.05                                                        | 5,147                | 643                              | 0.55                               | 0.10                                           |
| Vaticano                 | 0.00                                   | 77.2                              | 99,526                            | 90,277                                        | 0.00                                            | 0.00                                                        | na                   | na                               | na                                 | na                                             |
|                          |                                        |                                   |                                   |                                               |                                                 |                                                             |                      |                                  |                                    |                                                |
| totale:                  | 9.62                                   |                                   |                                   |                                               | 26.42                                           | 29.19                                                       |                      |                                  | 22.8                               | 27.06                                          |

### Africa
| nazione                          | percentuale della popolazione mondiale | percentuale di popolazione adulta | Patrimonio netto pro capte (PPP) | Patrimonio netto pro capite (tassi di cambio) | Percentuale del patrimonio netto mondiale (PPP) | Percentuale del patrimonio netto mondiale (tassi di cambio) | PIL pro capite (PPP) | PIL pro capite (tassi di cambio) | Percentuale del PIL mondiale (PPP) | Percentuale del PIL mondiale . (tassi di cambio) |
| -------------------------------- | -------------------------------------- | --------------------------------- | -------------------------------- | --------------------------------------------- | ----------------------------------------------- | ----------------------------------------------------------- | -------------------- | -------------------------------- | ---------------------------------- | ------------------------------------------------ |
| Algeria                          | 0.50                                   | 53.68                             | 7,270                            | 2,087                                         | 0.14                                            | 0.05                                                        | 6,107                | 1,754                            | 0.40                               | 0.17                                             |
| Benin                            | 0.12                                   | 43.24                             | 3,370                            | 950                                           | 0.02                                            | 0.01                                                        | 1,225                | 345                              | 0.02                               | 0.01                                             |
| Burkina Faso                     | 0.19                                   | 40.66                             | 2,123                            | 419                                           | 0.01                                            | 0.00                                                        | 986                  | 195                              | 0.02                               | 0.01                                             |
| Burundi                          | 0.11                                   | 40.20                             | 1,876                            | 327                                           | 0.01                                            | 0.00                                                        | 619                  | 108                              | 0.01                               | 0.00                                             |
| Camerun                          | 0.24                                   | 45.90                             | 5,272                            | 1,262                                         | 0.05                                            | 0.01                                                        | 2,301                | 551                              | 0.07                               | 0.03                                             |
| Chad                             | 0.13                                   | 42.61                             | 1,728                            | 329                                           | 0.01                                            | 0.00                                                        | 959                  | 183                              | 0.02                               | 0.00                                             |
| Repubblica Democratica del Congo | 0.82                                   | 42.06                             | 1,402                            | 180                                           | 0.04                                            | 0.01                                                        | 669                  | 86                               | 0.07                               | 0.01                                             |
| Repubblica del Congo             | 0.06                                   | 42.69                             | 2,795                            | 1,127                                         | 0.01                                            | 0.00                                                        | 2,533                | 1,022                            | 0.02                               | 0.01                                             |
| Costa d'Avorio                   | 0.27                                   | 44.99                             | 5,502                            | 1,589                                         | 0.06                                            | 0.02                                                        | 2,028                | 586                              | 0.07                               | 0.03                                             |
| Eritrea                          | 0.06                                   | 43.66                             | 2,349                            | 577                                           | 0.01                                            | 0.00                                                        | 747                  | 203                              | 0.01                               | 0.00                                             |
| Etiopia                          | 1.13                                   | 43.81                             | 1,414                            | 193                                           | 0.06                                            | 0.01                                                        | 720                  | 98                               | 0.11                               | 0.02                                             |
| Gana                             | 0.33                                   | 47.41                             | 4,129                            | 775                                           | 0.05                                            | 0.01                                                        | 1,376                | 258                              | 0.06                               | 0.02                                             |
| Guinea                           | 0.14                                   | 45.96                             | 7,734                            | 1,062                                         | 0.04                                            | 0.01                                                        | 2,961                | 407                              | 0.05                               | 0.01                                             |
| Guinea-Bissau                    | 0.02                                   | 43.09                             | 1,673                            | 409                                           | 0.00                                            | 0.00                                                        | 738                  | 180                              | 0.00                               | 0.00                                             |
| Kenya                            | 0.50                                   | 43.69                             | 3,671                            | 966                                           | 0.07                                            | 0.02                                                        | 1,316                | 346                              | 0.09                               | 0.03                                             |
| Libia                            | 0.09                                   | 53.97                             | 17,339                           | 6,285                                         | 0.06                                            | 0.03                                                        | na                   | 6,484                            | na                                 | 0.11                                             |
| Madagascar                       | 0.27                                   | 44.83                             | 2,223                            | 633                                           | 0.02                                            | 0.01                                                        | 877                  | 249                              | 0.03                               | 0.01                                             |
| Malawi                           | 0.19                                   | 43.17                             | 2,683                            | 546                                           | 0.02                                            | 0.01                                                        | 808                  | 165                              | 0.02                               | 0.01                                             |
| Mali                             | 0.19                                   | 40.28                             | 1,798                            | 383                                           | 0.01                                            | 0.00                                                        | 996                  | 212                              | 0.03                               | 0.01                                             |
| Mauritania                       | 0.04                                   | 46.31                             | 5,207                            | 1,231                                         | 0.01                                            | 0.00                                                        | 1,729                | 409                              | 0.01                               | 0.00                                             |
| Mauritius                        | 0.02                                   | 65.70                             | 62,338                           | 15,983                                        | 0.05                                            | 0.02                                                        | 14,406               | 3,693                            | 0.04                               | 0.01                                             |
| Morocco                          | 0.48                                   | 55.31                             | 13,603                           | 3,687                                         | 0.25                                            | 0.09                                                        | 4,299                | 1,165                            | 0.27                               | 0.11                                             |
| Mozambico                        | 0.29                                   | 45.16                             | 2,817                            | 545                                           | 0.03                                            | 0.01                                                        | 1,113                | 215                              | 0.04                               | 0.01                                             |
| Niger                            | 0.19                                   | 40.39                             | 1,756                            | 329                                           | 0.01                                            | 0.00                                                        | 902                  | 169                              | 0.02                               | 0.01                                             |
| Nigeria                          | 1.93                                   | 43.73                             | 960                              | 377                                           | 0.07                                            | 0.04                                                        | 826                  | 325                              | 0.21                               | 0.12                                             |
| Ruanda                           | 0.13                                   | 40.50                             | 2,951                            | 638                                           | 0.01                                            | 0.00                                                        | 976                  | 211                              | 0.02                               | 0.01                                             |
| Riunione                         | 0.01                                   | 62.67                             | 17,339                           | 6,285                                         | 0.01                                            | 0.00                                                        | na                   | 9,014                            | na                                 | 0.02                                             |
| Senegal                          | 0.17                                   | 43.96                             | 4,294                            | 1,172                                         | 0.03                                            | 0.01                                                        | 1,681                | 459                              | 0.04                               | 0.01                                             |
| Sierra Leone                     | 0.07                                   | 47.38                             | 2,044                            | 353                                           | 0.01                                            | 0.00                                                        | 734                  | 127                              | 0.01                               | 0.00                                             |
| Somalia                          | 0.12                                   | 45.76                             | 2,349                            | 577                                           | 0.01                                            | 0.00                                                        | na                   | 235                              | na                                 | 0.01                                             |
| Sud Africa                       | 0.75                                   | 55.86                             | 16,266                           | 5,977                                         | 0.46                                            | 0.22                                                        | 8,017                | 2,946                            | 0.79                               | 0.42                                             |
| Sudan                            | 0.54                                   | 48.64                             | 2,349                            | 577                                           | 0.05                                            | 0.02                                                        | 1,756                | 367                              | 0.13                               | 0.04                                             |
| Swaziland                        | 0.02                                   | 43.42                             | 13,239                           | 3,377                                         | 0.01                                            | 0.00                                                        | 5,047                | 1,287                            | 0.01                               | 0.00                                             |
| Tanzania                         | 0.57                                   | 44.79                             | 1,246                            | 681                                           | 0.03                                            | 0.02                                                        | 490                  | 268                              | 0.04                               | 0.03                                             |
| Togo                             | 0.09                                   | 44.35                             | 2,214                            | 645                                           | 0.01                                            | 0.00                                                        | 926                  | 270                              | 0.01                               | 0.00                                             |
| Tunisia                          | 0.16                                   | 58.95                             | 21,237                           | 6,042                                         | 0.13                                            | 0.05                                                        | 7,130                | 2,029                            | 0.15                               | 0.06                                             |
| Uganda                           | 0.40                                   | 38.55                             | 2,905                            | 725                                           | 0.04                                            | 0.01                                                        | 1,030                | 257                              | 0.05                               | 0.02                                             |
| Zambia                           | 0.18                                   | 42.20                             | 2,121                            | 789                                           | 0.01                                            | 0.01                                                        | 841                  | 313                              | 0.02                               | 0.01                                             |
| Zimbabwe                         | 0.21                                   | 44.71                             | 6,863                            | 1,465                                         | 0.05                                            | 0.01                                                        | 2,607                | 556                              | 0.07                               | 0.02                                             |
|                                  |                                        |                                   |                                  |                                               |                                                 |                                                             |                      |                                  |                                    |                                                  |
| totale:                          | 10.66                                  |                                   |                                  |                                               | 1.52                                            | 0.54                                                        |                      |                                  | 2.36                               | 1.01                                             |

### Medio Oriente
| nazione                | percentuale della popolazione mondiale | percentuale di popolazione adulta | Patrimonio netto pro capite (PPP) | Patrimonio netto pro capite (tassi di cambio) | Percentuale del patrimonio netto mondiale (PPP) | Percentuale del patrimonio netto mondiale (tassi di cambio) | PIL pro capite (PPP) | PIL pro capite (tassi di cambio) | Percentuale del PIL mondiale (PPP) | Percentuale del PIL mondiale (tassi di cambio) |
| ---------------------- | -------------------------------------- | --------------------------------- | --------------------------------- | --------------------------------------------- | ----------------------------------------------- | ----------------------------------------------------------- | -------------------- | -------------------------------- | ---------------------------------- | ---------------------------------------------- |
| Afghanistan            | 0.39                                   | 42.90                             | 6,561                             | 1,164                                         | 0.10                                            | 0.02                                                        | na                   | 101                              | na                                 | 0.01                                           |
| Armenia                | 0.05                                   | 64.44                             | 9,545                             | 1,548                                         | 0.02                                            | 0.00                                                        | 3,068                | 498                              | 0.02                               | 0.00                                           |
| Azerbaijan             | 0.13                                   | 59.14                             | 6,717                             | 1,237                                         | 0.03                                            | 0.01                                                        | 3,555                | 654                              | 0.06                               | 0.02                                           |
| Bahrain                | 0.01                                   | 63.93                             | 105,287                           | 130,833                                       | 0.04                                            | 0.07                                                        | 15,870               | 11,775                           | 0.02                               | 0.02                                           |
| Egitto                 | 1.11                                   | 52.83                             | 16,650                            | 5,754                                         | 0.70                                            | 0.31                                                        | 4,406                | 1,523                            | 0.64                               | 0.32                                           |
| Iran                   | 1.09                                   | 51.31                             | 17,569                            | 11,621                                        | 0.73                                            | 0.62                                                        | 7,202                | 4,764                            | 1.04                               | 0.98                                           |
| Iraq                   | 0.41                                   | 46.70                             | 12,343                            | 3,480                                         | 0.19                                            | 0.07                                                        | na                   | 766                              | na                                 | 0.06                                           |
| Giordania              | 0.08                                   | 49.76                             | 12,217                            | 4,825                                         | 0.04                                            | 0.02                                                        | 4,282                | 1,691                            | 0.05                               | 0.03                                           |
| Kazakhstan             | 0.25                                   | 63.24                             | 14,281                            | 2,119                                         | 0.13                                            | 0.03                                                        | 8,331                | 1,236                            | 0.27                               | 0.06                                           |
| Kuwait                 | 0.04                                   | 66.88                             | 105,287                           | 130,833                                       | 0.15                                            | 0.23                                                        | 15,743               | 15,947                           | 0.08                               | 0.11                                           |
| Kyrgyzstan             | 0.08                                   | 54.64                             | 5,174                             | 433                                           | 0.02                                            | 0.00                                                        | 3,205                | 268                              | 0.03                               | 0.00                                           |
| Libano                 | 0.06                                   | 59.56                             | 20,526                            | 12,828                                        | 0.04                                            | 0.03                                                        | 6,089                | 3,806                            | 0.04                               | 0.04                                           |
| Oman                   | 0.04                                   | 53.26                             | 18,943                            | 11,130                                        | 0.03                                            | 0.02                                                        | 12,491               | 7,615                            | 0.07                               | 0.06                                           |
| Pakistan               | 2.34                                   | 47.65                             | 6,296                             | 1,255                                         | 0.56                                            | 0.14                                                        | 2,158                | 430                              | 0.67                               | 0.19                                           |
| Territorio Palestinese | 0.05                                   | 43.37                             | 12,343                            | 3,480                                         | 0.02                                            | 0.01                                                        | na                   | na                               | na                                 | na                                             |
| Qatar                  | 0.01                                   | 67.09                             | 105,287                           | 130,833                                       | 0.04                                            | 0.06                                                        | na                   | 30,558                           | na                                 | 0.06                                           |
| Arabia Saudita         | 0.35                                   | 51.16                             | 22,864                            | 16,206                                        | 0.31                                            | 0.28                                                        | 12,374               | 8,771                            | 0.58                               | 0.59                                           |
| Siria                  | 0.28                                   | 47.11                             | 8,789                             | 10,046                                        | 0.09                                            | 0.14                                                        | 4,338                | 4,958                            | 0.16                               | 0.26                                           |
| Tajikistan             | 0.10                                   | 46.54                             | 2,942                             | 298                                           | 0.01                                            | 0.00                                                        | 1,380                | 140                              | 0.02                               | 0.00                                           |
| Turchia                | 1.12                                   | 59.20                             | 23,798                            | 9,601                                         | 1.01                                            | 0.52                                                        | 7,414                | 2,991                            | 1.10                               | 0.63                                           |
| Turkmenistan           | 0.07                                   | 53.14                             | 12,343                            | 3,480                                         | 0.03                                            | 0.01                                                        | 3,668                | 1,062                            | 0.04                               | 0.01                                           |
| Emirati Arabi Uniti    | 0.05                                   | 68.76                             | 105,287                           | 130,833                                       | 0.21                                            | 0.34                                                        | na                   | 18,906                           | na                                 | 0.19                                           |
| Uzbekistan             | 0.41                                   | 51.83                             | 6,561                             | 1,164                                         | 0.10                                            | 0.02                                                        | 1,516                | 552                              | 0.08                               | 0.04                                           |
| Yemen                  | 0.29                                   | 40.19                             | 1,425                             | 537                                           | 0.02                                            | 0.01                                                        | 1,293                | 487                              | 0.05                               | 0.03                                           |
|                        |                                        |                                   |                                   |                                               |                                                 |                                                             |                      |                                  |                                    |                                                |
| totale:                | 9.88                                   |                                   |                                   |                                               | 5.07                                            | 3.13                                                        |                      |                                  | 5.69                               | 4.1                                            |

### Asia
| nazione              | percentuale della popolazione mondiale | percentuale di popolazione adulta | Patrimonio netto pro capite (PPP) | Patrimonio netto pro capite (tassi di cambio) | Percentuale del patrimonio netto mondiale (PPP) | Percentuale del patrimonio netto mondiale (tassi di cambio) | PIL pro capite (PPP) | PIL pro capite (tassi di cambio) | Percentuale del PIL mondiale (PPP) | Percentuale del PIL mondiale (tassi di cambio) |
| -------------------- | -------------------------------------- | --------------------------------- | --------------------------------- | --------------------------------------------- | ----------------------------------------------- | ----------------------------------------------------------- | -------------------- | -------------------------------- | ---------------------------------- | ---------------------------------------------- |
| Bangladesh           | 2.12                                   | 51.57                             | 6,389                             | 1,250                                         | 0.51                                            | 0.13                                                        | 1,772                | 347                              | 0.50                               | 0.14                                           |
| Brunei Darussalam    | 0.01                                   | 60.06                             | 105,287                           | 130,833                                       | 0.02                                            | 0.03                                                        | na                   | 12,922                           | na                                 | 0.01                                           |
| Cina                 | 20.57                                  | 67.27                             | 11,267                            | 2,613                                         | 8.77                                            | 2.62                                                        | 3,844                | 891                              | 10.45                              | 3.47                                           |
| Hong Kong (Cina SAR) | 0.11                                   | 76.61                             | 202,189                           | 173,353                                       | 0.83                                            | 0.92                                                        | 27,893               | 23,915                           | 0.40                               | 0.49                                           |
| Macao (Cina SAR)     | 0.10                                   | 5.09                              | 73,072                            | 44,794                                        | 0.28                                            | 0.22                                                        | 23,118               | 14,172                           | 0.31                               | 0.27                                           |
| Taiwan               | 0.01                                   | 3489.19                           | 100,009                           | 73,654                                        | 0.03                                            | 0.03                                                        | 19,714               | 14,519                           | 0.02                               | 0.02                                           |
| Cambodia             | 0.21                                   | 45.88                             | 4,883                             | 753                                           | 0.04                                            | 0.01                                                        | 1,859                | 287                              | 0.05                               | 0.01                                           |
| India                | 16.78                                  | 55.88                             | 6,513                             | 1,112                                         | 4.14                                            | 0.91                                                        | 2,684                | 458                              | 5.95                               | 1.45                                           |
| Indonesia            | 3.44                                   | 59.49                             | 7,973                             | 1,440                                         | 1.04                                            | 0.24                                                        | 4,035                | 729                              | 1.83                               | 0.47                                           |
| Giappone             | 2.09                                   | 79.45                             | 124,858                           | 180,837                                       | 9.86                                            | 18.37                                                       | 25,924               | 37,547                           | 7.15                               | 14.84                                          |
| Kiribati             | 0.00                                   | 52.86                             | 10,084                            | 4,153                                         | 0.00                                            | 0.00                                                        | na                   | 574                              | na                                 | 0.00                                           |
| Corea del Nord       | 0.36                                   | 65.41                             | 6,561                             | 1,164                                         | 0.09                                            | 0.02                                                        | na                   | 476                              | na                                 | 0.03                                           |
| Corea del Sud        | 0.77                                   | 71.06                             | 45,849                            | 29,687                                        | 1.33                                            | 1.11                                                        | 14,937               | 9,671                            | 1.52                               | 1.41                                           |
| Laos                 | 0.09                                   | 46.75                             | 6,561                             | 1,164                                         | 0.02                                            | 0.00                                                        | 1,551                | 328                              | 0.02                               | 0.01                                           |
| Malesia              | 0.38                                   | 56.28                             | 15,046                            | 6,137                                         | 0.22                                            | 0.11                                                        | 9,422                | 3,843                            | 0.47                               | 0.27                                           |
| Myanmar              | 0.78                                   | 57.18                             | 6,561                             | 1,164                                         | 0.19                                            | 0.04                                                        | na                   | 877                              | na                                 | 0.13                                           |
| Nepal                | 0.40                                   | 48.53                             | 6,561                             | 1,164                                         | 0.10                                            | 0.02                                                        | 1,321                | 227                              | 0.07                               | 0.02                                           |
| Niue                 | 0.00                                   | 52.85                             | 10,084                            | 4,153                                         | 0.00                                            | 0.00                                                        | na                   | na                               | na                                 | na                                             |
| Filippine            | 1.25                                   | 51.75                             | 14,182                            | 3,533                                         | 0.67                                            | 0.21                                                        | 4,065                | 1,013                            | 0.67                               | 0.24                                           |
| Singapore            | 0.07                                   | 71.94                             | 113,631                           | 90,960                                        | 0.28                                            | 0.29                                                        | 28,644               | 22,929                           | 0.25                               | 0.29                                           |
| Sri Lanka            | 0.33                                   | 63.93                             | 10,617                            | 2,329                                         | 0.13                                            | 0.04                                                        | 3,841                | 842                              | 0.17                               | 0.05                                           |
| Tailandia            | 1.01                                   | 65.37                             | 14,824                            | 4,390                                         | 0.57                                            | 0.22                                                        | 6,715                | 1,989                            | 0.90                               | 0.38                                           |
| Timor-Leste          | 0.01                                   | 42.02                             | 6,561                             | 1,164                                         | 0.00                                            | 0.00                                                        | na                   | 457                              | na                                 | 0.00                                           |
| Vietnam              | 1.29                                   | 55.96                             | 5,633                             | 1,112                                         | 0.28                                            | 0.07                                                        | 2,012                | 397                              | 0.34                               | 0.10                                           |
|                      |                                        |                                   |                                   |                                               |                                                 |                                                             |                      |                                  |                                    |                                                |
| totale:              | 52.18                                  |                                   |                                   |                                               | 29.4                                            | 25.61                                                       |                      |                                  | 31.07                              | 24.1                                           |

### Altro
| nazione           | percentuale della popolazione mondiale | percentuale di popolazione adulta | Patrimonio netto pro capite (PPP) | Patrimonio netto pro capite (tassi di cambio) | Percentuale del patrimonio netto mondiale (PPP) | Percentuale del patrimonio netto mondiale (tassi di cambio) | PIL reale pro capite (PPP) | PIL reale pro capite (tassi di cambio) | Percentuale del PIL mondiale (PPP) | Percentuale del PIL mondiale (tassi di cambio) |
| ----------------- | -------------------------------------- | --------------------------------- | --------------------------------- | --------------------------------------------- | ----------------------------------------------- | ----------------------------------------------------------- | -------------------------- | -------------------------------------- | ---------------------------------- | ---------------------------------------------- |
| Australia         | 0.31                                   | 71.78                             | 90.906                            | 67.990                                        | 1.08                                            | 1.04                                                        | 27.193                     | 20.338                                 | 1.13                               | 1.21                                           |
| Nuova Zelanda     | 0.06                                   | 70.14                             | 55.823                            | 37.026                                        | 0,13                                            | 0,11                                                        | 20.008                     | 13.271                                 | 0,17                               | 0.16                                           |
| Israele           | 0.1                                    | 17.29                             | 64.034                            | 59.207                                        | 0.88                                            | 1.05                                                        | 19.148                     | 17.705                                 | 0.92                               | 1.22                                           |
| Federazione Russa | 2.41                                   | 73.34                             | 17.610                            | 3.036                                         | 1.61                                            | 0,36                                                        | 9996                       | 1.723                                  | 3.18                               | 0,79                                           |
|                   |                                        |                                   |                                   |                                               |                                                 |                                                             |                            |                                        |                                    |                                                |
| totale:           | 3.14                                   |                                   |                                   |                                               | 3.7                                             | 2.56                                                        |                            |                                        | 5.4                                | 3.38                                           |

## Patrimonio netto pro capite
| nazione                          | percentuale della popolazione mondiale | Patrimonio netto pro capite (PPP) | posizione | nazione                          | percentuale della popolazione mondiale | Patrimonio netto pro capite (tassi di cambio) |
| -------------------------------- | -------------------------------------- | --------------------------------- | --------- | -------------------------------- | -------------------------------------- | --------------------------------------------- |
| Mondo                            | 98.52                                  | 26,202                            | n/a       | Mondo                            | 99.53                                  | 20,372.02                                     |
| Hong Kong                        | 0.11                                   | 202,189                           | 1         | Giappone                         | 2.09                                   | 180,837                                       |
| Lussemburgo                      | 0.01                                   | 182,567                           | 2         | Hong Kong                        | 0.11                                   | 173,353                                       |
| Svizzera                         | 0.12                                   | 144,186                           | 3         | Svizzera                         | 0.12                                   | 170,755                                       |
| Stati Uniti d'America            | 4.67                                   | 143,727                           | 4         | Lussemburgo                      | 0.01                                   | 160,030                                       |
| Regno Unito                      | 0.96                                   | 128,959                           | 5         | Stati Uniti d'America            | 4.67                                   | 143,727                                       |
| Giappone                         | 2.09                                   | 124,858                           | 6         | Qatar                            | 0.01                                   | 130,833                                       |
| Paesi Bassi                      | 0.26                                   | 120,086                           | 7         | Bahrain                          | 0.01                                   | 130,833                                       |
| Italia                           | 0.95                                   | 119,704                           | 8         | Emirati Arabi Uniti              | 0.05                                   | 130,833                                       |
| Singapore                        | 0.07                                   | 113,631                           | 9         | Brunei Darussalam                | 0.01                                   | 130,833                                       |
| Brunei Darussalam                | 0.01                                   | 105,287                           | 10        | Kuwait                           | 0.04                                   | 130,833                                       |
| Emirati Arabi Uniti              | 0.05                                   | 105,287                           | 11        | Regno Unito                      | 0.96                                   | 126,832                                       |
| Bahrain                          | 0.01                                   | 105,287                           | 12        | Paesi Bassi                      | 0.26                                   | 109,418                                       |
| Kuwait                           | 0.04                                   | 105,287                           | 13        | Italia                           | 0.95                                   | 98,317                                        |
| Qatar                            | 0.01                                   | 105,287                           | 14        | Singapore                        | 0.07                                   | 90,960                                        |
| Taiwan                           | 0.01                                   | 100,009                           | 15        | Cipro                            | 0.01                                   | 90,277                                        |
| Cipro                            | 0.01                                   | 99,526                            | 16        | Germania                         | 1.35                                   | 86,369                                        |
| Francia                          | 0.97                                   | 93,729                            | 17        | Francia                          | 0.97                                   | 85,794                                        |
| Spagna                           | 0.67                                   | 92,253                            | 18        | Svezia                           | 0.15                                   | 83,918                                        |
| Australia                        | 0.31                                   | 90,906                            | 19        | Irlanda                          | 0.06                                   | 82,555                                        |
| Germania                         | 1.35                                   | 89,871                            | 20        | Norvegia                         | 0.07                                   | 81,188                                        |
| Irlanda                          | 0.06                                   | 89,327                            | 21        | Belgio                           | 0.17                                   | 76,577                                        |
| Canada                           | 0.5                                    | 89,252                            | 22        | Taiwan                           | 0.01                                   | 73,654                                        |
| Belgio                           | 0.17                                   | 85,818                            | 23        | Canada                           | 0.5                                    | 70,916                                        |
| Svezia                           | 0.15                                   | 80,091                            | 24        | Danimarca                        | 0.09                                   | 70,751                                        |
| Guadeloupe                       | 0.01                                   | 76,364                            | 25        | Spagna                           | 0.67                                   | 68,693                                        |
| Martinique                       | 0.01                                   | 76,364                            | 26        | Australia                        | 0.31                                   | 67,990                                        |
| Malta                            | 0.01                                   | 75,694                            | 27        | Austria                          | 0.13                                   | 62,420                                        |
| Porto Rico                       | 0.06                                   | 75,582                            | 28        | Israele                          | 0.1                                    | 59,207                                        |
| Macao                            | 0.1                                    | 73,072                            | 29        | Porto Rico                       | 0.06                                   | 54,362                                        |
| Grecia                           | 0.18                                   | 72,825                            | 30        | Martinique                       | 0.01                                   | 53,813                                        |
| Norvegia                         | 0.07                                   | 72,254                            | 31        | Guadeloupe                       | 0.01                                   | 53,813                                        |
| Austria                          | 0.13                                   | 66,639                            | 32        | Grecia                           | 0.18                                   | 50,240                                        |
| Danimarca                        | 0.09                                   | 66,191                            | 33        | Macao                            | 0.1                                    | 44,794                                        |
| Israele                          | 0.1                                    | 64,034                            | 34        | Malta                            | 0.01                                   | 40,471                                        |
| Mauritius                        | 0.02                                   | 62,338                            | 35        | Finlandia                        | 0.09                                   | 37,171                                        |
| Nuova Zelanda                    | 0.06                                   | 55,823                            | 36        | Nuova Zelanda                    | 0.06                                   | 37,026                                        |
| Trinidad e Tobago                | 0.02                                   | 53,429                            | 37        | Portogallo                       | 0.17                                   | 33,421                                        |
| Portogallo                       | 0.17                                   | 53,357                            | 38        | Corea del Sud                    | 0.77                                   | 29,687                                        |
| Corea del Sud                    | 0.77                                   | 45,849                            | 39        | Argentina                        | 0.61                                   | 25,410                                        |
| Finlandia                        | 0.09                                   | 38,754                            | 40        | Trinidad e Tobago                | 0.02                                   | 23,408                                        |
| Argentina                        | 0.61                                   | 38,481                            | 41        | Slovenia                         | 0.03                                   | 19,713                                        |
| Slovenia                         | 0.03                                   | 36,672                            | 42        | Arabia Saudita                   | 0.35                                   | 16,206                                        |
| Ungheria                         | 0.17                                   | 32,456                            | 43        | Mauritius                        | 0.02                                   | 15,983                                        |
| Repubblica Ceca                  | 0.17                                   | 32,431                            | 44        | Cile                             | 0.25                                   | 13,722                                        |
| Cile                             | 0.25                                   | 30,760                            | 45        | Ungheria                         | 0.17                                   | 13,562                                        |
| Estonia                          | 0.02                                   | 26,361                            | 46        | Messico                          | 1.64                                   | 13,070                                        |
| Polonia                          | 0.64                                   | 24,654                            | 47        | Libano                           | 0.06                                   | 12,828                                        |
| Slovacchia                       | 0.09                                   | 23,968                            | 48        | Uruguay                          | 0.05                                   | 11,807                                        |
| Turchia                          | 1.12                                   | 23,798                            | 49        | Iran                             | 1.09                                   | 11,621                                        |
| Arabia Saudita                   | 0.35                                   | 22,864                            | 50        | Oman                             | 0.04                                   | 11,130                                        |
| Croazia                          | 0.07                                   | 22,439                            | 51        | Repubblica Ceca                  | 0.17                                   | 10,797                                        |
| Lituania                         | 0.06                                   | 22,126                            | 52        | Costa Rica                       | 0.06                                   | 10,615                                        |
| Messico                          | 1.64                                   | 21,493                            | 53        | Polonia                          | 0.64                                   | 10,438                                        |
| Tunisia                          | 0.16                                   | 21,237                            | 54        | Croazia                          | 0.07                                   | 10,221                                        |
| Brasile                          | 2.86                                   | 21,092                            | 55        | Venezuela                        | 0.4                                    | 10,101                                        |
| Libano                           | 0.06                                   | 20,526                            | 56        | Siria                            | 0.28                                   | 10,046                                        |
| Uruguay                          | 0.05                                   | 20,207                            | 57        | Turchia                          | 1.12                                   | 9,601                                         |
| Lettonia                         | 0.04                                   | 19,162                            | 58        | Brasile                          | 2.86                                   | 9,566                                         |
| Oman                             | 0.04                                   | 18,943                            | 59        | El Salvador                      | 0.1                                    | 8,632                                         |
| El Salvador                      | 0.1                                    | 18,893                            | 60        | Giamaica                         | 0.04                                   | 8,562                                         |
| Federazione Russa                | 2.41                                   | 17,610                            | 61        | Estonia                          | 0.02                                   | 8,420                                         |
| Iran                             | 1.09                                   | 17,569                            | 62        | Panama                           | 0.05                                   | 8,152                                         |
| Libia                            | 0.09                                   | 17,339                            | 63        | Lituania                         | 0.06                                   | 8,076                                         |
| Riunione                         | 0.01                                   | 17,339                            | 64        | Gabon                            | 0.02                                   | 7,491                                         |
| Egitto                           | 1.11                                   | 16,650                            | 65        | Lettonia                         | 0.04                                   | 6,951                                         |
| Botswana                         | 0.03                                   | 16,457                            | 66        | Slovacchia                       | 0.09                                   | 6,779                                         |
| Sud Africa                       | 0.75                                   | 16,266                            | 67        | Botswana                         | 0.03                                   | 6,396                                         |
| Panama                           | 0.05                                   | 15,677                            | 68        | Libia                            | 0.09                                   | 6,285                                         |
| Bulgaria                         | 0.13                                   | 15,356                            | 69        | Riunione                         | 0.01                                   | 6,285                                         |
| Malesia                          | 0.38                                   | 15,046                            | 70        | Malesia                          | 0.38                                   | 6,137                                         |
| Costa Rica                       | 0.06                                   | 14,973                            | 71        | Tunisia                          | 0.16                                   | 6,042                                         |
| Romania                          | 0.36                                   | 14,827                            | 72        | Sud Africa                       | 0.75                                   | 5,977                                         |
| Tailandia                        | 1.01                                   | 14,824                            | 73        | Egypt                            | 1.11                                   | 5,754                                         |
| Venezuela                        | 0.4                                    | 14,629                            | 74        | Repubblica Dominicana            | 0.14                                   | 5,713                                         |
| Macedonia                        | 0.03                                   | 14,606                            | 75        | Perù                             | 0.43                                   | 5,328                                         |
| Bielorussia                      | 0.16                                   | 14,591                            | 76        | Guatemala                        | 0.18                                   | 4,934                                         |
| Gabon                            | 0.02                                   | 14,539                            | 77        | Giordania                        | 0.08                                   | 4,825                                         |
| Colombia                         | 0.69                                   | 14,291                            | 78        | Romania                          | 0.36                                   | 4,821                                         |
| Kazakhstan                       | 0.25                                   | 14,281                            | 79        | Colombia                         | 0.69                                   | 4,730                                         |
| Filippine                        | 1.25                                   | 14,182                            | 80        | Macedonia                        | 0.03                                   | 4,652                                         |
| Djibouti                         | 0.01                                   | 14,118                            | 81        | Cuba                             | 0.18                                   | 4,587                                         |
| Repubblica Dominicana            | 0.14                                   | 13,729                            | 82        | Suriname                         | 0.01                                   | 4,587                                         |
| Morocco                          | 0.48                                   | 13,603                            | 83        | Djibouti                         | 0.01                                   | 4,470                                         |
| Swaziland                        | 0.02                                   | 13,239                            | 84        | Tailandia                        | 1.01                                   | 4,390                                         |
| Guatemala                        | 0.18                                   | 12,769                            | 85        | Fiji                             | 0.01                                   | 4,153                                         |
| Iraq                             | 0.41                                   | 12,343                            | 86        | Morocco                          | 0.48                                   | 3,687                                         |
| Turkmenistan                     | 0.07                                   | 12,343                            | 87        | Bulgaria                         | 0.13                                   | 3,544                                         |
| Territorio Palestinese           | 0.05                                   | 12,343                            | 88        | Filippine                        | 1.25                                   | 3,533                                         |
| Georgia                          | 0.08                                   | 12,315                            | 89        | Iraq                             | 0.41                                   | 3,480                                         |
| Perù                             | 0.43                                   | 12,234                            | 90        | Territorio Palestinese           | 0.05                                   | 3,480                                         |
| Giordania                        | 0.08                                   | 12,217                            | 91        | Turkmenistan                     | 0.07                                   | 3,480                                         |
| Serbia e Montenegro              | 0.17                                   | 12,131                            | 92        | Swaziland                        | 0.02                                   | 3,377                                         |
| Bosnia ed Erzegovin              | 0.06                                   | 12,131                            | 93        | Paraguay                         | 0.09                                   | 3,163                                         |
| Suriname                         | 0.01                                   | 12,086                            | 94        | Capo Verde                       | 0.01                                   | 3,157                                         |
| Cuba                             | 0.18                                   | 12,086                            | 95        | Albania                          | 0.05                                   | 3,155                                         |
| Cina                             | 20.57                                  | 11,267                            | 96        | Federazione Russa                | 2.41                                   | 3,036                                         |
| Paraguay                         | 0.09                                   | 11,101                            | 97        | Namibia                          | 0.03                                   | 2,742                                         |
| Capo Verde                       | 0.01                                   | 10,720                            | 98        | Cina                             | 20.57                                  | 2,613                                         |
| Sri Lanka                        | 0.33                                   | 10,617                            | 99        | Serbia e Montenegro              | 0.17                                   | 2,457                                         |
| Albania                          | 0.05                                   | 10,504                            | 100       | Bosnia ed Erzegovina             | 0.06                                   | 2,457                                         |
| Giamaica                         | 0.04                                   | 10,416                            | 101       | Bolivia                          | 0.14                                   | 2,450                                         |
| Fiji                             | 0.01                                   | 10,084                            | 102       | Honduras                         | 0.11                                   | 2,356                                         |
| Ucraina                          | 0.81                                   | 9,890                             | 103       | Sri Lanka                        | 0.33                                   | 2,329                                         |
| Armenia                          | 0.05                                   | 9,545                             | 104       | Kazakhstan                       | 0.25                                   | 2,119                                         |
| Namibia                          | 0.03                                   | 9,219                             | 105       | Guinea Equatoriale               | 0.01                                   | 2,097                                         |
| Siria                            | 0.28                                   | 8,789                             | 106       | Algeria                          | 0.5                                    | 2,087                                         |
| Maldovia                         | 0.07                                   | 8,498                             | 107       | Ecuador                          | 0.2                                    | 1,996                                         |
| Indonesia                        | 3.44                                   | 7,973                             | 108       | Bielorussia                      | 0.16                                   | 1,698                                         |
| Guinea                           | 0.14                                   | 7,734                             | 109       | Haiti                            | 0.13                                   | 1,611                                         |
| Guinea equatoriale               | 0.01                                   | 7,355                             | 110       | Costa d'Avorio                   | 0.27                                   | 1,589                                         |
| Algeria                          | 0.5                                    | 7,270                             | 111       | Armenia                          | 0.05                                   | 1,548                                         |
| Bolivia                          | 0.14                                   | 7,215                             | 112       | Zimbabwe                         | 0.21                                   | 1,465                                         |
| Ecuador                          | 0.2                                    | 6,911                             | 113       | Indonesia                        | 3.44                                   | 1,440                                         |
| Zimbabwe                         | 0.21                                   | 6,863                             | 114       | Georgia                          | 0.08                                   | 1,371                                         |
| Azerbaijan                       | 0.13                                   | 6,717                             | 115       | Guyana                           | 0.01                                   | 1,328                                         |
| Corea del Nord                   | 0.36                                   | 6,561                             | 116       | Camerun                          | 0.24                                   | 1,262                                         |
| Uzbekistan                       | 0.41                                   | 6,561                             | 117       | Pakistan                         | 2.34                                   | 1,255                                         |
| Nepal                            | 0.4                                    | 6,561                             | 118       | Bangladesh                       | 2.12                                   | 1,250                                         |
| Laos                             | 0.09                                   | 6,561                             | 119       | Nicaragua                        | 0.08                                   | 1,248                                         |
| Afghanistan                      | 0.39                                   | 6,561                             | 120       | Azerbaijan                       | 0.13                                   | 1,237                                         |
| Mongolia                         | 0.04                                   | 6,561                             | 121       | Ucraina                          | 0.81                                   | 1,236                                         |
| Myanmar                          | 0.78                                   | 6,561                             | 122       | Mauritania                       | 0.04                                   | 1,231                                         |
| Timor-Leste                      | 0.01                                   | 6,561                             | 123       | Senegal                          | 0.17                                   | 1,172                                         |
| Bhutan                           | 0.03                                   | 6,561                             | 124       | Nepal                            | 0.4                                    | 1,164                                         |
| India                            | 16.78                                  | 6,513                             | 125       | Mongolia                         | 0.04                                   | 1,164                                         |
| Bangladesh                       | 2.12                                   | 6,389                             | 126       | Uzbekistan                       | 0.41                                   | 1,164                                         |
| Pakistan                         | 2.34                                   | 6,296                             | 127       | Bhutan                           | 0.03                                   | 1,164                                         |
| Haiti                            | 0.13                                   | 6,221                             | 128       | Corea del Nord                   | 0.36                                   | 1,164                                         |
| Guyana                           | 0.01                                   | 5,647                             | 129       | Afghanistan                      | 0.39                                   | 1,164                                         |
| Viet Nam                         | 1.29                                   | 5,633                             | 130       | Laos                             | 0.09                                   | 1,164                                         |
| Honduras                         | 0.11                                   | 5,523                             | 131       | Myanmar                          | 0.78                                   | 1,164                                         |
| Costa d'Avorio                   | 0.27                                   | 5,502                             | 132       | Timor-Leste                      | 0.01                                   | 1,164                                         |
| Camerun                          | 0.24                                   | 5,272                             | 133       | Moldavia                         | 0.07                                   | 1,155                                         |
| Mauritania                       | 0.04                                   | 5,207                             | 134       | Repubblica del Congo             | 0.06                                   | 1,127                                         |
| Kyrgyzstan                       | 0.08                                   | 5,174                             | 135       | Viet Nam                         | 1.29                                   | 1,112                                         |
| Comoros                          | 0.01                                   | 5,170                             | 136       | India                            | 16.78                                  | 1,112                                         |
| Nicaragua                        | 0.08                                   | 5,138                             | 137       | Guinea                           | 0.14                                   | 1,062                                         |
| Cambodia                         | 0.21                                   | 4,883                             | 138       | Comoros                          | 0.01                                   | 1,026                                         |
| Senegal                          | 0.17                                   | 4,294                             | 139       | Isole Solomon                    | 0.01                                   | 1,004                                         |
| Ghana                            | 0.33                                   | 4,129                             | 140       | Papua Nuova Guinea               | 0.09                                   | 1,004                                         |
| Gambia                           | 0.02                                   | 3,885                             | 141       | Kenya                            | 0.5                                    | 966                                           |
| Kenya                            | 0.5                                    | 3,671                             | 142       | Benin                            | 0.12                                   | 950                                           |
| Papua Nuova Guinea               | 0.09                                   | 3,617                             | 143       | Gambia                           | 0.02                                   | 945                                           |
| Isole Solomon                    | 0.01                                   | 3,617                             | 144       | Lesotho                          | 0.03                                   | 848                                           |
| Benin                            | 0.12                                   | 3,370                             | 145       | Zambia                           | 0.18                                   | 789                                           |
| Ruanda                           | 0.13                                   | 2,951                             | 146       | Ghana                            | 0.33                                   | 775                                           |
| Tajikistan                       | 0.1                                    | 2,942                             | 147       | Cambodia                         | 0.21                                   | 753                                           |
| Uganda                           | 0.4                                    | 2,905                             | 148       | Uganda                           | 0.4                                    | 725                                           |
| Lesotho                          | 0.03                                   | 2,870                             | 149       | Tanzania                         | 0.57                                   | 681                                           |
| Mozambico                        | 0.29                                   | 2,817                             | 150       | Togo                             | 0.09                                   | 645                                           |
| Repubblica del Congo             | 0.06                                   | 2,795                             | 151       | Rwanda                           | 0.13                                   | 638                                           |
| Malawi                           | 0.19                                   | 2,683                             | 152       | Madagascar                       | 0.27                                   | 633                                           |
| Liberia                          | 0.05                                   | 2,349                             | 153       | Angola                           | 0.23                                   | 577                                           |
| Sudan                            | 0.54                                   | 2,349                             | 154       | Eritrea                          | 0.06                                   | 577                                           |
| Somalia                          | 0.12                                   | 2,349                             | 155       | Sudan                            | 0.54                                   | 577                                           |
| Eritrea                          | 0.06                                   | 2,349                             | 156       | Somalia                          | 0.12                                   | 577                                           |
| Angola                           | 0.23                                   | 2,349                             | 157       | Liberia                          | 0.05                                   | 577                                           |
| Madagascar                       | 0.27                                   | 2,223                             | 158       | Malawi                           | 0.19                                   | 546                                           |
| Togo                             | 0.09                                   | 2,214                             | 159       | Mozambique                       | 0.29                                   | 545                                           |
| Burkina Faso                     | 0.19                                   | 2,123                             | 160       | Yemen                            | 0.29                                   | 537                                           |
| Zambia                           | 0.18                                   | 2,121                             | 161       | Kyrgyzstan                       | 0.08                                   | 433                                           |
| Sierra Leone                     | 0.07                                   | 2,044                             | 162       | Repubblica Centroafricana        | 0.06                                   | 428                                           |
| Repubblica Centrafricana         | 0.06                                   | 1,949                             | 163       | Burkina Faso                     | 0.19                                   | 419                                           |
| Burundi                          | 0.11                                   | 1,876                             | 164       | Guinea-Bissau                    | 0.02                                   | 409                                           |
| Mali                             | 0.19                                   | 1,798                             | 165       | Mali                             | 0.19                                   | 383                                           |
| Niger                            | 0.19                                   | 1,756                             | 166       | Nigeria                          | 1.93                                   | 377                                           |
| Chad                             | 0.13                                   | 1,728                             | 167       | Sierra Leone                     | 0.07                                   | 353                                           |
| Guinea-Bissau                    | 0.02                                   | 1,673                             | 168       | Chad                             | 0.13                                   | 329                                           |
| Yemen                            | 0.29                                   | 1,425                             | 169       | Niger                            | 0.19                                   | 329                                           |
| Etiopia                          | 0.01                                   | 1,414                             | 170       | Burundi                          | na                                     | na                                            |
| Repubblica Democratica del Congo | 0.82                                   | 1,402                             | 171       | Tajikistan                       | 0.1                                    | 298                                           |
| Tanzania                         | 0.57                                   | 1,246                             | 172       | Etiopia                          | 1.13                                   | 193                                           |
| Nigeria                          | 1.93                                   | 960                               | 173       | Repubblica Democratica del Congo | 0.82                                   | 180                                           |